# Сосновське (Каменський міський округ)
Сосно́вське (рос. Сосновское) — село у складі Каменського міського округу Свердловської області.
Населення — 1087 осіб (2010, 1234 у 2002).
Національний склад станом на 2002 рік: росіяни — 92 %.